# Ríos Mula y Pliego
Ríos Mula y Pliego este o arie protejată (arie specială de conservare — SAC, sit de importanță comunitară — SCI) din Spania întinsă pe o suprafață de 829,73 ha, integral pe uscat.

## Localizare
Centrul sitului Ríos Mula y Pliego este situat la coordonatele 38°02′08″N 1°21′28″W / 38.0355°N 1.3578°V.

## Înființare
Situl Ríos Mula y Pliego a fost declarat sit de importanță comunitară în iulie 2000 pentru a proteja 84 de specii de animale. Situl a fost protejat și ca arie specială de conservare în februarie 2017.

## Biodiversitate
Situată în ecoregiunea mediteraneană, aria protejată conține 20 de habitate naturale: Pășuni mediteraneene udate de apa mării (Juncetalia maritimi), Galerii și tufărișuri riverane sudice (Nerio-Tamaricetea și Securinegion tinctoriae), Vegetație gipsofilă iberică (Gypsophiletalia), Ape puternic oligomezotrofe cu vegetație bentonică cu Chara spp., Lacuri eutrofice naturale cu vegetație de tip Magnopotamion sau Hydrocharition, Pseudostepă cu ierburi și specii anuale de Thero-Brachypodietea, Râuri mediteraneene cu debit permanent și vegetație de Glaucium flavum, Tufărișuri termo-mediteraneene și de pre-deșert, Matorral arborescenți cu Juniperus spp., Galerii de Salix alba și de Populus alba, Tufărișuri halo-nitrofile (Pegano-Salsoletea), Tufărișuri halofile mediteraneene și termo-atlantice (Sarcocornetea fruticosi), Izvoare petrifiante cu formare de travertin (Cratoneurion), Liziere de ierburi înalte hidrofile de câmpie și de nivel montan până la alpin, Pajiști umede mediteraneene cu ierburi înalte de Molinio-Holoschoenion, Râuri mediteraneene cu debit permanent cu specii de Paspalo-Agrostidion și galerii riverane de Salix și de Populus alba, Pajiști carstice calcaroase sau bazofile, de Alysso-Sedion albi, Pante stâncoase calcaroase cu vegetație casmofită, Lande oro-mediteraneene cu formațiuni endemice de grozamă, Iazuri temporare mediteraneene.
La baza desemnării sitului se află mai multe specii protejate:
- păsări (73): uliu porumbar (Accipiter gentilis), lăcar mare (Acrocephalus arundinaceus), fluierar de munte (Actitis hypoleucos), pescăruș albastru (Alcedo atthis), rață sulițar (Anas acuta), rață lingurar (Anas clypeata), rață pitică (Anas crecca), fâsă-de-câmp (Anthus campestris), acvilă de munte (Aquila chrysaetos), stârc cenușiu (Ardea cinerea), stârc galben (Ardeola ralloides), rață roșie (Aythya nyroca), buha (Bubo bubo), Bubulcus ibis, pasărea ogorului (Burhinus oedicnemus), șorecarul comun (Buteo buteo), ciocârlie-cu-degete-scurte (Calandrella brachydactyla), fugaci mic (Calidris minuta), Caprimulgus ruficollis, Certhia brachydactyla,  prundaș gulerat mic (Charadrius dubius), prundaș gulerat mare (Charadrius hiaticula), șerpar (Circaetus gallicus), erete de stuf (Circus aeruginosus), erete cenușiu (Circus pygargus), porumbel de scorbură (Columba oenas), dumbrăveancă (Coracias garrulus), prepeliță (Coturnix coturnix), egretă mică (Egretta garzetta), presură de grădină (Emberiza hortulana), șoim călător (Falco peregrinus), vânturel roșu (Falco tinnunculus), cinteză (Fringilla coelebs), ciocârlan (Galerida cristata), Galerida theklae, becațină comună (Gallinago gallinago), Hieraaetus fasciatus, acvilă pitică (Hieraaetus pennatus), piciorong (Himantopus himantopus), stârc pitic (Ixobrychus minutus), capîntortură (Jynx torquilla), forfecuță gălbuie (Loxia curvirostra), ciocârlie de pădure (Lullula arborea), gușă albastră (Luscinia svecica), ciocârlie de bărăgan (Melanocorypha calandra), prigoare (Merops apiaster), codobatura galbenă (Motacilla flava), muscar sur (Muscicapa striata), stârc de noapte (Nycticorax nycticorax), pietrar mediteranean (Oenanthe hispanica), Oenanthe leucura, pietrar sur (Oenanthe oenanthe), ciuf-pitic (Otus scops), Oxyura leucocephala, vultur pescar (Pandion haliaetus), pițigoi de brădet (Parus ater), corcodel mare (Podiceps cristatus), Porphyrio porphyrio, Pyrrhocorax pyrrhocorax, pițigoi-pungar (Remiz pendulinus), lăstun de mal (Riparia riparia), mărăcinar negru (Saxicola torquatus), turturică (Streptopelia turtur), silvie roșcată (Sylvia cantillans), Sylvia conspicillata, silvie de tufiș (Sylvia undata), corcodel mic (Tachybaptus ruficollis), fluierar de mlaștină (Tringa glareola), fluierar cu picioare verzi (Tringa nebularia), fluierarul de zăvoi (Tringa ochropus), fluierarul cu picioare roșii (Tringa totanus), pănțărușul (Troglodytes troglodytes), pupăză (Upupa epops)
- mamifere (9): vidră de râu (Lutra lutra), liliac cu aripi lungi (Miniopterus schreibersii), liliac cu urechi de șoarece (Myotis blythii), liliac cu picioare lungi (Myotis capaccinii), liliac cărămiziu (Myotis emarginatus), liliac comun (Myotis myotis), liliacul mediteranean cu potcoavă (Rhinolophus euryale), liliacul mare cu potcoavă (Rhinolophus ferrumequinum), liliacul mic cu potcoavă (Rhinolophus hipposideros)
- nevertebrate (1): Coenagrion mercuriale
- reptile (1): Mauremys leprosa

Pe lângă speciile protejate, pe teritoriul sitului au mai fost identificate 30 de specii de plante, 48 de specii de păsări, 5 specii de amfibieni, 10 specii de mamifere, 1 specie de pești, 15 specii de reptile.